# Francesco Stella (politico)
Francesco Stella, detto Franco (Matera, 2 aprile 1955 – Matera, 13 maggio 2019), è stato un politico italiano.

## Biografia
È stato direttore della sede di Matera della CONFAPI, e consigliere comunale per la Democrazia Cristiana al comune di Matera dal 1984 al 1994.
Nel 2009 è stato eletto presidente della Provincia di Matera a capo di una coalizione di centrosinistra.